# جائزة لاس فيغاس الكبرى 2023
جائزة لاس فيغاس الكبرى 2023 (بالإنجليزية: Formula 1 Heineken Silver Las Vegas Grand Prix 2023)‏ هو سباق جائزة لاس فيغاس الكبرى الافتتاحي لسباقات سيارات فئة فورمولا واحد، يقام في نهاية أسبوع 18 نوفمبر 2023 على مضمار حلبة لاس فيغاس في لاس فيغاس بولاية نيفادا. وهو الجولة الواحدة والعشرون من بطولة العالم للفورمولا 1 لعام 2023.

## معلومات عامة
يتصدر ماكس فيرستابين بطولة السائقين برصيد 524 نقطة. يتقدم على زميله في الفريق سيرجيو بيريز بـ 266 نقطة وعلى لويس هاملتون بـ 32 نقطة إضافية. يتقدم هاملتون على فرناندو ألونسو في المركز الرابع بـ 28 نقطة. في بطولة الصانعين يتصدر ريد بل ريسينغ برصيد 782 نقطة، متقدماً على مرسيدس بـ 400 نقطة وعلى فيراري بـ 20 نقطة إضافية. ماكلارين، في المركز الرابع، متأخرة عن فيراري بـ 80 نقطة وتتقدم على أستون مارتن، في المركز الخامس، بـ 21 نقطة.

### اختيار الإطارات
مجموعات الإطارات المتاحة لسباق جائزة لاس فيغاس الافتتاحي لعام 2023 هي C4، C3 وC5. 
| اطارات الأجواء الجافة | اطارات الأجواء الجافة | اطارات الأجواء الجافة | إطارات الأجواء الماطرة | إطارات الأجواء الماطرة |
| --------------------- | --------------------- | --------------------- | ---------------------- | ---------------------- |
| الصلب (النوع C3)      | متوسط (النوع C4)      | الليّن (النوع C5)      | وسط                    | مبتل                   |